# Philippe Lamblin
Pour les articles homonymes, voir Lamblin.

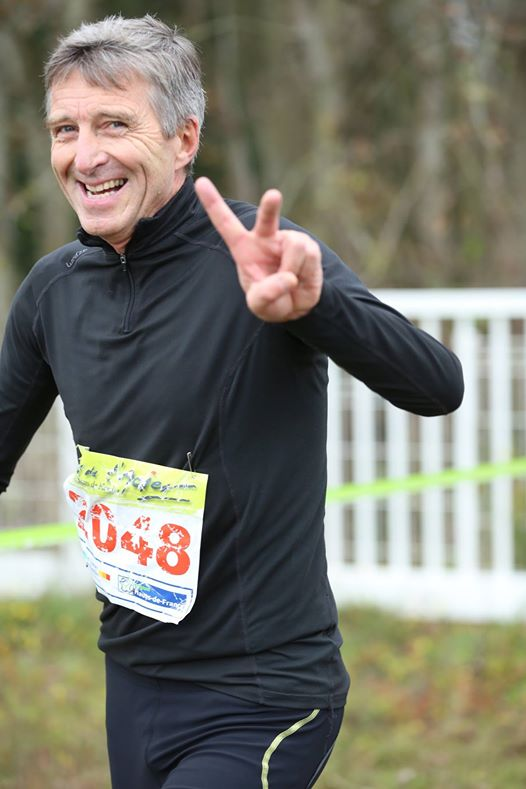
Philippe Lamblin au cross de l'Acier 2016

Philippe Lamblin, né en 1954 à Béthune, est un dirigeant sportif et d'entreprise français.
Il a été élu de 1997 à 2001 président de la Fédération française d'athlétisme et de 1995 à 2011 à l'Association européenne d'athlétisme (AEA ou EA en anglais). Il est depuis 1988 président de la Ligue Nord-Pas-de-Calais devenue Ligue des Hauts-de-France en 2016. Professionnellement, Il est délégué aux emplois en Hauts-de-France (auprès du président et du préfet de la région) et ambassadeur « la France une chance » (auprès du ministère du travail).

## Biographie

### Dans le sport
Dans sa jeunesse, il est licencié au club d'athlétisme de Béthune puis de l'ASPTT Lille. Il est spécialiste du 400 mètres. Il devient Président de la ligue Nord Pas de Calais de la Fédération française d'athlétisme en 1988, fonction qu'il occupe toujours. Il est Président de la Fédération française d'athlétisme de 1997 à 2001.
Il a porté la candidature et obtenu les championnats du monde d'athlétisme à Saint-Denis en 2003 et fut vice-président du groupement d'intérêt public (GIP) de ces Championnats du monde d'athlétisme 2003.
Il est à l'origine de la création du meeting de Liévin en 1987 (plus grand meeting d’athlétisme en salle au monde: 25 éditions) et du marathon de la route du Louvre en 2006 (14 éditions, le plus grand événement de sport santé en France : 16000 participants)

### En entreprise
Philippe Lamblin a été directeur des ressources humaines et  de la communication du Groupe Lesaffre de 1990 à 2009, avant de devenir directeur des ressources humaines et de la communication d'Avril (la filiale Française des huiles et oléagineux: Lesieur, Puget, Oléon, etc.) de 2009 à 2018.
Aujourd’hui, il est délégué aux emplois en Hauts-de-France (auprès du président et du préfet de la région) et ambassadeur « la France une chance » (auprès du ministère du travail).
Il préside le réseau BGE (1000 salariés) au service de la création et de l’accompagnement des entreprises (16000 créées en 2019).

## Mandats
Philippe Lamblin est très impliqué dans la vie associative, sportive et entrepreneuriale. Il est notamment président de la Caisse d'Epargne des Hauts de France , vice président de La Mondiale , Consul honoraire de Roumanie à Lille depuis 2015 et président de BGE.

## Distinctions
- Chevalier des Palmes académiques (1999)
- Chevalier de l'ordre national de la Légion d'honneur (2007)[7]